# Yaşam Göksu
Yaşam Göksu (* 25. September 1995 in Konak) ist eine türkische Fußballspielerin.

## Karriere

### Vereine
Göksu begann im Jahr 2007 für den in ihrem Geburtsort ansässigen Konak Belediyespor mit dem Fußballspielen. Bereits im Alter von 13 Jahren rückte sie in die erste Mannschaft auf und kam in der seinerzeit genannten Bayanlar 1. Ligi (ab 2010/11 Kadınlar 1. Ligi) vom 23. November 2008 bis zum 7. Juni 2009 in 17 Saisonspielen in der höchsten Spielklasse zum Einsatz. Vom 5. Dezember 2015 bis zum 4. Juni 2016 bestritt sie für den Ligakonkurrenten Antalyaspor 37 Punktspiele, in denen sie sechs Tore erzielte. Erneut für Konak Belediyespor in der Saison 2017/18 aktiv, bestritt sie 17 Punktspiele, in denen ihr zwei Tore gelangen.
Für den in Gaziantep ansässigen Erstligaaufsteiger ALG Spor Kulübü wurde sie in der Saison 2018/19 in 17 Punktspielen (1 Tor) eingesetzt. Nachdem sie ein zweites Mal für Konak Belediyespor in der Saison 2019/20 zum Einsatz gekommen war, begab sie sich das erste Mal ins Ausland.
Dem spanischen Zweitligisten SE AEM Lleida aus der gleichnamigen Stadt in Katalonien gehörte sie in der Rückrunde der Saison 2020/21 an, bevor sie in die Türkei zurückkehrte und ein viertes Mal Spielerin des Konak Belediyespor war und für diesen ein Tor in acht Punktspielen erzielte.
Seit der Saison 2022/23 spielt sie für die Frauenfußballmannschaft von Fenerbahçe Istanbul.

### Nationalmannschaft
Göksu debütierte als Nationalspielerin für den TFF in der U15-Nationalmannschaft, die am 12. Oktober 2009 im Centre sportif de Colovray das Qualifikationsspiel für das Olympische Jugend-Fußballturnier 2010 gegen die U15-Nationalmannschaft Georgiens mit 16:0 gewann. Auch im zweiten Qualifikationsspiel, zwei Tage später am selben Spielort beim 5:0-Sieg über die U15-Nationalmannschaft Moldawiens, wurde sie eingesetzt. Im Turnier selbst kam sie in vier Spielen zum Einsatz; ihr erster erfolgte am 12. August 2010 mit dem ersten Spiel der Gruppe A im Jalan Besar Stadium von Singapur beim 4:2-Sieg über die Auswahl des Irans. Das Turnier beendete sie mit ihrer Mannschaft mit der Bronzemedaille. Am 23. und 25. November 2010 bestritt sie ihre letzten beiden Länderspiele in dieser Altersklasse; die jeweils in Şanlıurfa in Freundschaft ausgetragenen Begegnungen mit der U15-Nationalmannschaft Russlands endete mit dem 6:2-Sieg und der 1:3-Niederlage.
Für die U17-Nationalmannschaft bestritt sie ihre ersten drei Länderspiele im Oktober 2010 in der EM-Qualifikationsgruppe 6 der ersten Qualifikationsrunde, in der sie im September 2011 in der EM-Qualifikationsgruppe 7 drei weitere bestritt. Zwischen diesen sechs Länderspielen kam sie in einem zweimaligen und in Freundschaft ausgetragenen Kräftemessen mit der U17-Nationalmannschaft Bulgariens am 22. und 24. Juni 2010 jeweils in Tetewen beim 3:1- und 2:0-Sieg zum Einsatz; im ersten Aufeinandertreffen erzielte sie mit dem Treffer zur 1:0-Führung in der ersten Minute ihr erstes Länderspieltor. Im zweiten Aufeinandertreffen erzielte sie die 1:0-Führung in der 66. Minute.
Die meisten Länderspiele und -tore bestritt und erzielte sie für die U19-Nationalmannschaft. Ihr Debüt erfolgte am 8. März 2010 im mit 0:1 verlorenen Spiel gegen die Nationalmannschaft Chinas in Krasnodar im Kuban Spring Tournament. Der zweite Vergleich am selben Spielort sechs Tage später endete mit der 0:3-Niederlage. Vom 7. März 2012 bis zum 4. April 2014 kam sie in weiteren 33 Länderspielen dieser Altersklasse zum Einsatz, in denen ihr drei weitere Tore gelangen.
Ihre Premiere in der A-Nationalmannschaft der Türkei hatte sie am 7. Mai 2014 mit dem sechsten Spiel der WM-Qualifikationsgruppe 6 beim 2:1-Sieg über die Nationalmannschaft Belarus’ in Mahiljou.

## Erfolge
Nationalmannschaft
- Bronzemedaille Olympische Jugend-Sommerspiele

Konak Belediyespor
- Türkische Meisterin 2013, 2014, 2015, 2016, 2017